# GNU Zebra
O GNU Zebra é um software destinado a implementar uma plataforma que suporte protocolos de roteamento (como RIP, BGP, IGRP e OSPF), podendo ser configurado por linhas de comando com sintaxe muito semelhantes aos equipamentos do fabricante Cisco.
Pode rodar sobre diversos sistemas operacionais, com destaque para Linux, BSD e Solaris.